# 1 Pułk Strzelców Konnych (Królestwo Kongresowe)

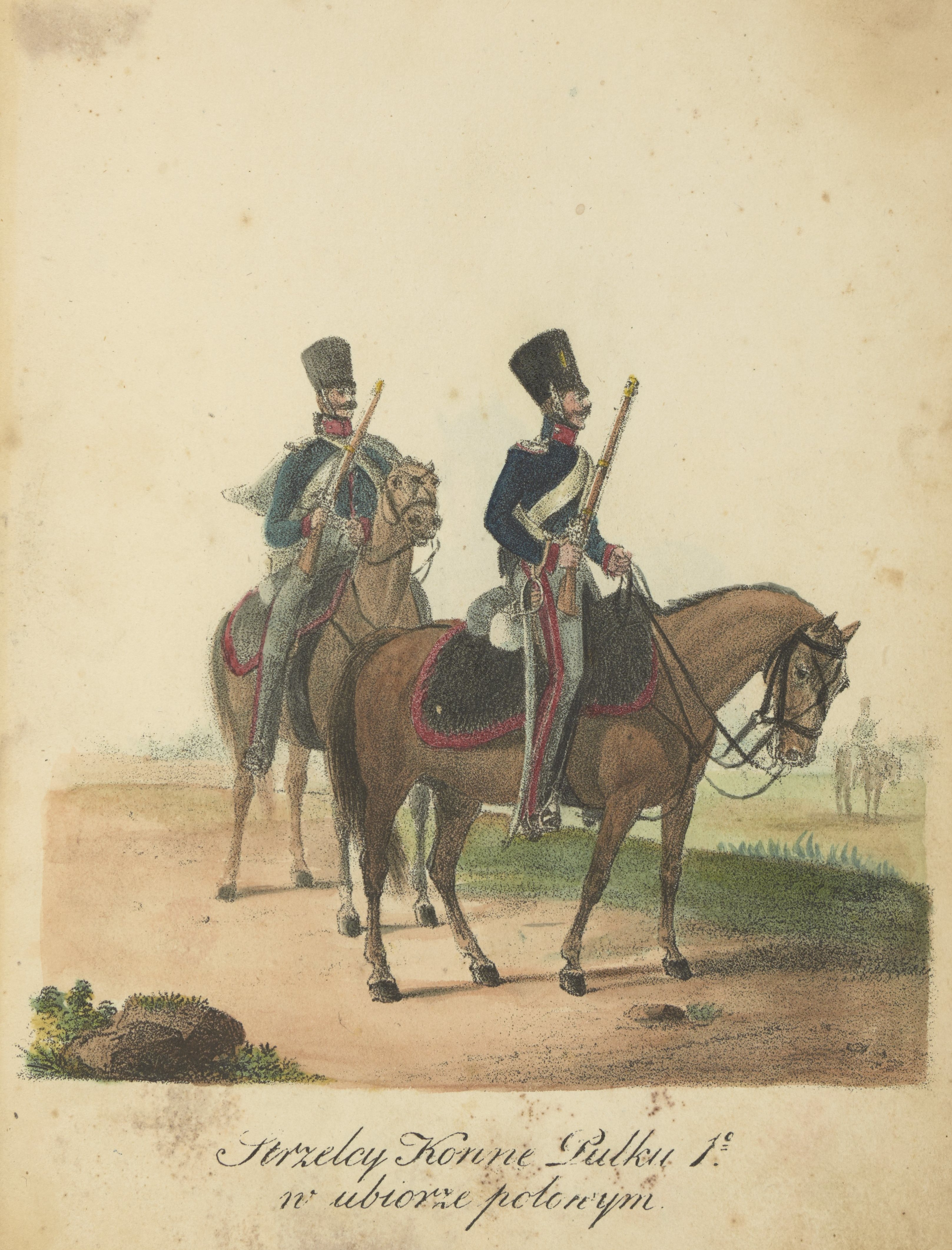
Żołnierze 1 Pułku Strzelców Konnych na litografii Józefa Lexa (1826)

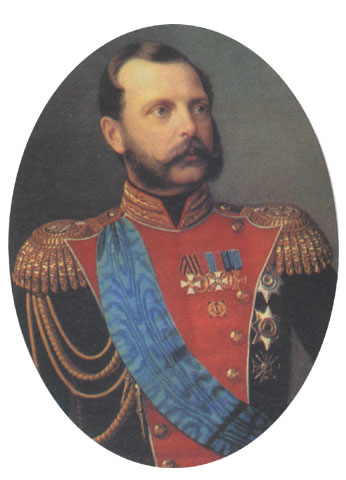
Aleksander – syn Mikołaja I, szef 1 Pułku Strzelców Konnych Królestwa Kongresowego

Pułk 1 Strzelców Konnych – oddział strzelców konnych Wojska Polskiego Królestwa Kongresowego.

## Formowanie i zmiany organizacyjne
Pułk został sformowany w 1815 roku. 4 lutego 1826 roku szefem pułku został wielki książę Aleksander. Od tego dnia oddział nosił nazwę „Pułk Strzelców Konnych Jego Cesarzewiczowskiej Mości Wielkiego Księcia Aleksandra Następcy Tronu Nr 1”.
Składał się z czterech szwadronów i piątego rezerwowego. Szwadrony pierwszy i drugi stanowiły 1 dywizjon, a trzeci i czwarty wchodziły w skład 2 dywizjonu. Szwadron dzielił się na dwa półszwadrony, każdy półszwadron na dwa plutony, każdy pluton na półplutony czyli sekcje. Pluton dzielił się także na oddziały, czyli trójki, po trzy roty każdy.
Wchodził w skład 1 brygady Dywizji Strzelców Konnych.

## Ubiór
Barwą pułku był kolor karmazynowy.
Kurtka szaserska zielona z kolorowymi wypustkami i łapkami na kołnierzu, białymi guzikami z numerem 1. Naramienniki metalowe białe z podszewką barwy karmazynowej.
Lejbiki sukienne zielone z wypustkami koloru karmazynowego na kołnierzu i rękawach oraz na naramiennikach z sukna zielonego. Spodnie paradne zielone z lampasami szerokimi barwy karmazynowej i karwaszami skórzanymi do kolan.

## Konie
Pułk posiadał konie gniade.
- 1 szwadron – konie jednostajnej maści
- 2 szwadron – konie mogły mieć gwiazdki na czole
- 3 szwadron – konie mogły mieć gwiazdki, strzałki i pęciny
- 4 szwadron – konie mogły mieć łysiny
- trębacze – konie gniado-srokate

Konie żołnierskie miały ogony obcięte do kolan i przerywane. Konie oficerskie – anglizowane (anglizowanie polegało na przecinaniu tych mięśni, które sprawiają, że ogon koński w naturalny sposób przylega do zadu).

## Miejsce dyslokacji w 1830
Pułk stacjonował (miał stanowisko) na terenie ówczesnych województw mazowieckiego i kaliskiego:
- sztab niższy – Piotrków
- 1 szwadron – Wolbórz
- 2 szwadron – Brzeziny
- 3 szwadron – Piotrków
- 4 szwadron – Radomsko
- rezerwa – Kowal

## Żołnierze pułku
Dowódcy pułku:
- płk Antoni Potocki (od 20 stycznia 1815)
- płk Antoni Jankowski (1816-1831)
- płk Karol Chmielewski (25 lutego 1831, poległ 10 maja 1831)
- mjr Franciszek Patek (od 4 czerwca 1831, awansował na ppłk 14 lipca)

Oficerowie:
- ppor. Henryk Woroniecki

## Walki pułku
Pułk brał udział w walkach w czasie powstania listopadowego.
Bitwy i potyczki:
- Długosiodło (11 lutego)
- Stoczek (14 lutego)
- Grochów (19 lutego)
- Nieporęt (24 lutego)
- Boreml (19 kwietnia)
- Róża (21 kwietnia)
- Firlej (9 maja)
- Lubartów (10 maja)
- Stary Zamość (12 maja)
- Mińsk (14 lipca)
- Zbuczyn (19 lipca)
- Paprotnia (15 sierpnia)
- Warszawa (6 i 7 września).

Za udział w walkach pułk otrzymał 2 krzyże kawalerskie, 44 złote i 42 srebrne.